# Basarab II de Valaquia
Basarab II fue vaivoda del Principado de Valaquia (1442-1443), e hijo de Dan II de Valaquia. Basarab II gobernó durante una época turbulenta en Valaquia, actual parte de Rumanía, con su gobierno enfrentado a sus rivales Vlad II Dracul y Mircea II. Su reinado fue extremadamente corto, ya que durante ese período solo los más fuertes pudieron retener su dominio sobre la región durante un gran período de tiempo. Asumió como gobernante en agosto de 1442, manteniéndolo solo hasta el otoño de 1443, cuando Vlad Dracul lo obligó a huir.
Durante ese tiempo, el poder del Imperio otomano se hacía más fuerte cada año, convirtiéndolos en una amenaza constante para la independiente Valaquia. Cualquiera que gobernara Valaquia no solo tenía que lidiar con los otomanos, sino también con los conflictos internos de su propia gente. La política tenía que equilibrarse entre mantener buenas relaciones con el Reino de Hungría, que a menudo eran necesarios como poderosos aliados contra las invasiones de los otomanos, así como mantener relaciones al menos semi-amistosas con los propios otomanos. 
En 1442, el noble húngaro Juan Hunyadi derrotó a los otomanos en batalla y colocó a Basarab II en el poder, lo que obligó a Vlad Dracul y su familia a huir. Sin embargo, al año siguiente Vlad Dracul recuperó el trono con el apoyo otomano, en base a un nuevo tratado que tenía las condiciones de que hiciera un tributo anual, además de enviar cada año jóvenes valacos a ser entrenados para el servicio en el ejército otomano. Para mostrar aún más su lealtad, envió al sultán a dos de sus hijos, Vlad Țepeș y Radu cel Frumos, como rehenes. El mayor de los dos niños se convertiría en la inspiración de la novela Drácula, de Bram Stoker. Basarab II no fue asesinado por Vlad Dracul cuando este último restauró su gobierno, sin embargo, sería enterrado vivo durante el segundo reinado de Vlad Țepeș en 1458.